# Olympiaturm
L'Olympiaturm di Monaco di Baviera (in italiano: Torre Olimpica) è una torre televisiva e allo stesso tempo uno dei simboli del parco olimpico della città. Si trova all'interno del parco a sud del Georg-Brauchle-Ring, tra la piscina olimpionica a ovest e la palazzina del ghiaccio olimpionica a est. Fu inaugurata nel 1968, è alta 291 metri e pesa 52.500 tonnellate. 

## Accessibilità
La torre è dotata di un veloce ascensore (7 m/s) che trasporta i visitatori a più di 200 metri di quota dove, oltre alla terrazza panoramica e un bar è presente un piccolo museo del Rock 'n' roll, detentore del record guinness di "Museo del Rock 'n' Roll più alto del mondo". Vicino all'entrata della torre è situata una piccola Walk of Fame con le impronte di star della musica e dello spettacolo, fra cui Bon Jovi, Kiss, Elton John e gli Aerosmith.